# Parafia Narodzenia św. Jana Chrzciciela w Nowej Woli
Parafia Narodzenia św. Jana Chrzciciela – parafia prawosławna w Nowej Woli, w dekanacie Gródek diecezji białostocko-gdańskiej.
Na terenie parafii funkcjonuje 1 cerkiew i 1 kaplica:
- cerkiew Narodzenia św. Jana Chrzciciela w Nowej Woli – parafialna
- kaplica Zaśnięcia Przenajświętszej Bogurodzicy w Nowej Woli – cmentarna

W Nowej Woli znajduje się też prawosławne Hospicjum Domowe pw. Proroka Eliasza.

## Historia
W 1876 do parafii należały: Nowa Wola, Kobylanka, Oziabły, Kuryły, Barszczewo, Lewsze, Planty, Łubicz-Bór, Koleśne, Supruny, Bieńdziuga, Suszcza, Krugły Lasek, Maciejkowa Góra, Odłóg, Tajnica, Juszkowy Gród, Ciwoniuki, Kuchmy i Podozierany.
W styczniu 1906 z terytorium parafii w Nowej Woli erygowano parafię w Michałowie.
W 2008 parafia liczyła około 460 osób.
Do parafii należą miejscowości: Nowa Wola, Barszczewo, Oziabły, Kuryły, Lewsze, Planty, Łubicz-Bór, Koleśne, Supruny, Bieńdziuga, Suszcza, Krugły Lasek, Maciejkowa Góra, Odnoga-Kuźmy, Marynka, Pólko i Tokarowszczyzna.

## Proboszczowie
- ?–1840 – ks. Jan Bazylewski
- 1840–1842 – ks. Michał Giereminowicz
- 1842–1847 – ks. Mikołaj Bazylewski
- 1847–1858 – ks. Bazyli Pisankowski
- 1858–1907 – ks. Jan Rozdziałowski
- 1907–1915 – ks. Mikołaj Jerzykowski
- przerwa w samodzielnym funkcjonowaniu parafii
- 1939–1949 – ks. Prokopiusz Puszkarewicz
- 1949–1952 – ks. Włodzimierz Doroszkiewicz (stryjeczny brat późniejszego metropolity Bazylego)
- 1952–1957 – ks. Jan Filipowicz
- 1957–1959 – ks. Stefan Jakimiuk
- 1959–1981 – ks. Jan Krzemiński
- 1981–1982 – ks. Włodzimierz Parfien
- 1982–1992 – ks. Walerian Antosiuk
- 1992–1995 – ks. Bazyli Ignaciuk
- od 1995 – ks. Jarosław Szczerbacz

## Galeria

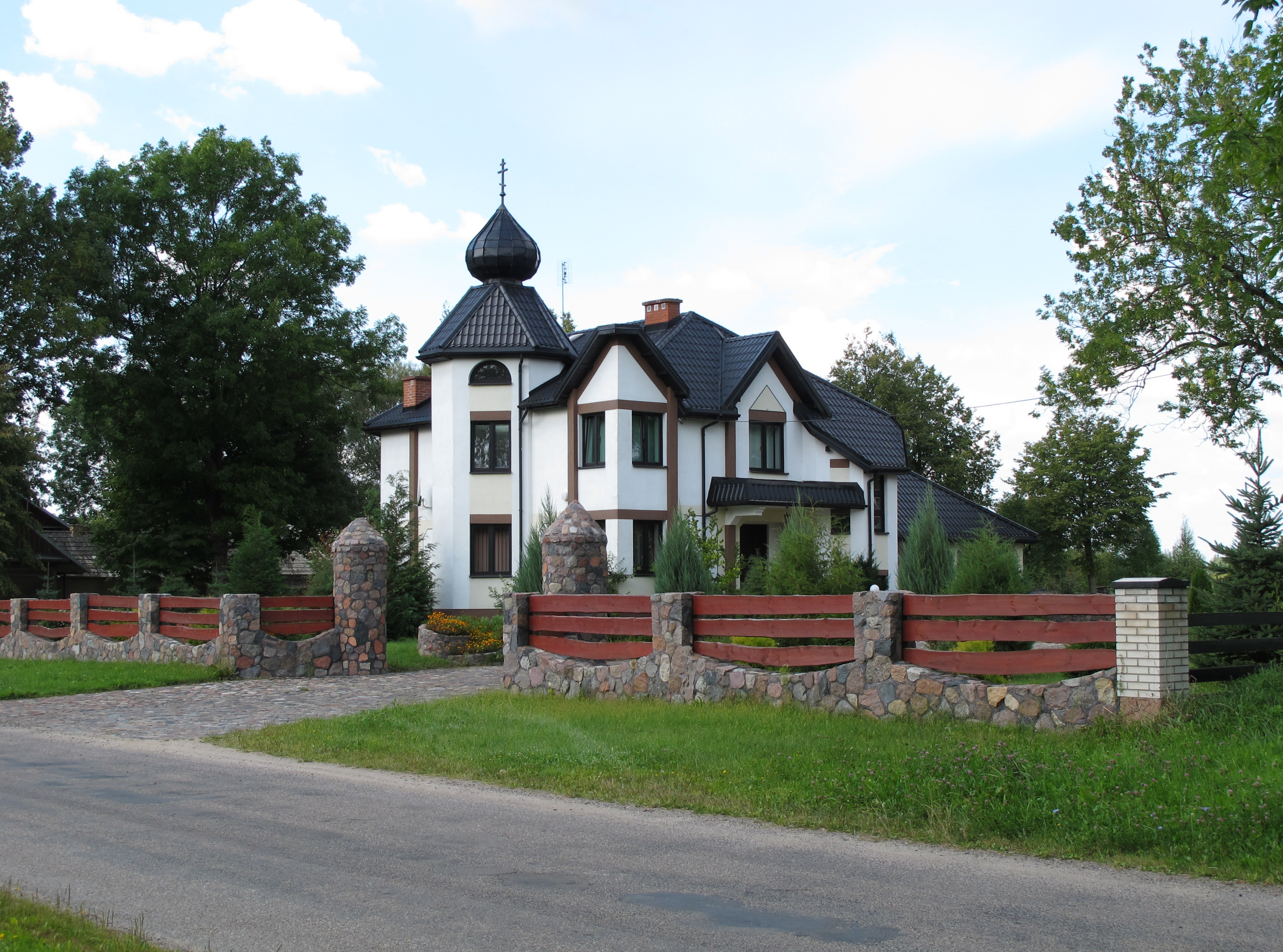
Dom parafialny
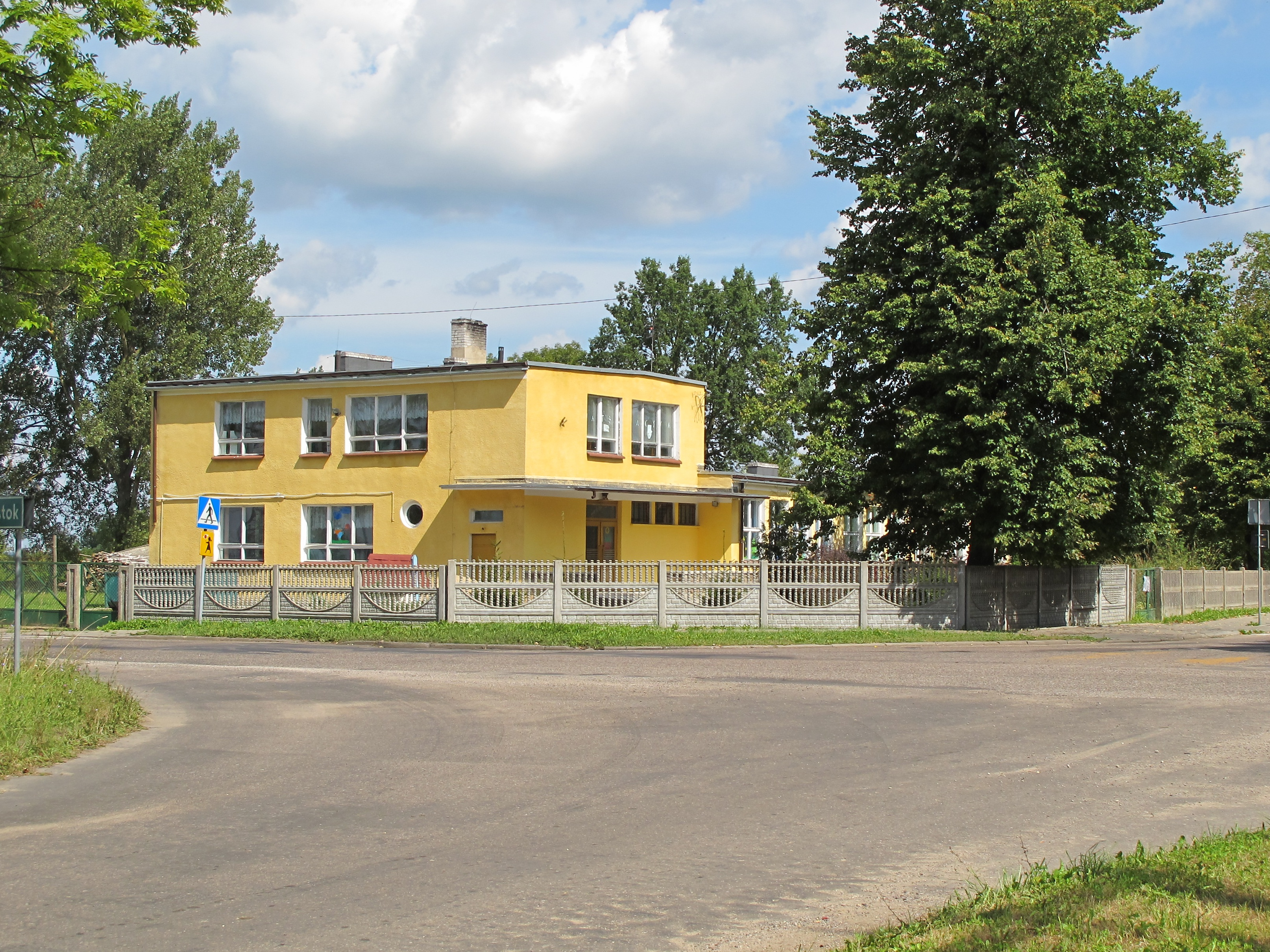
Hospicjum Domowe pw. Proroka Eliasza